# Andrej Kobyla
Andrej Ivanovitj Kobyla (ryska: Андрей Иванович Кобыла), död efter 1347, var en rysk bojar och den äldste kända stamfadern till den ryska tsardynastin Romanov, samt till många andra ryska adelsfamiljer, men även till den svenska bajorsläkten Zebotaioff. 
Enligt äldre ättartavlor bar Andrej patronymikonet Ivanovitj. Med detta patronymikon nämns han också i Brockhaus och Efrons encyklopediska lexikon. I Rostovs kyrkbok förekommer han däremot med patronymikonet Aleksandrovitj. I krönikorna nämns Andrej Kobyla endast en gång då han år 1347 sändes från Moskva till Tver för att hämta prinsessan Maria Alexandrovna, dotter till fursten Aleksandr Michajlovitj av Tver och brud till storfurst Simeon den stolte. 
Mycket mer än så är inte känt om honom, varken hans härstamning eller exakta ställning vid hovet är känd, vilket har gett upphov till flertalet spekulationer.. Enligt ryska ättartavlor var han en bojar under Ivan Kalitas och Simeon den stoltes regeringstider. Han hade fem söner, som i sin tur blev stamfäder till vardera ryska adelsätter. En av dem var Fjodor Kosjka, stamfader till bland andra Romanovdynastin samt ätterna Sjeremetev och Jakovlev.

## Ursprung
Andrej Kobylas exakta ursprung är okänt. Under sammanställningen av Sammetsboken (Barkhatnaja kniga) på 1600-talet – en tid då många moskovitiska bojarsläkter gärna härledde sina anor till väst – uppstod en genealogisk legend enligt vilken Andrej Kobyla skulle ha kommit från Tyskland, närmare bestämt från det ursprungliga preussen.
Senare, under 1600-talet, utvecklades denna legend i Kolytjovs släktkrönika, författad av heroldmästaren Stepan Andrejevitj Kolytjov. Enligt denna version var Kobyla egentligen son till prins Glanda Kambila, vars far, hövding Diwanus, var ättling till den prusiske kungen Widowuto. Efter många år av strider mot Tyska orden ska Glanda Kambila, tillsammans med sin son och ett stort följe, ha sökt skydd hos storfurst Aleksandr Nevskij. Där döptes han till Ivan och konverterade tillsammans med resten av sin familj till kristendomen, och lämnade därmed den prusiska hedendomen bakom sig.
Redan under 1700-talet ifrågasatte historikern August von Schlözer legendens trovärdighet, men trots detta kom denna version av Andrej Kobylas ursprung att inkluderas i den allmänna ryska vapenboken för adelsfamiljer år 1797. De flesta sentida historiker tvivlade också på sanningshalten i Kolytjovs släktkrönika om det prusiska ursprunget. Ett antal forskare har, med mer eller mindre säkerhet, fastslagit att Kobyla härstammade från Novgorod. I slutet av 1600-talet, efter att Romanovdynastin hade blivit Rysslands härskande dynasti, byggda man på denna ursprungsberättelse men med en än mer storslagen härstamning. En fiktiv släktlinje som gav Andrej Kobyla ett ursprung från Julius Caesar publicerades.

## Familj

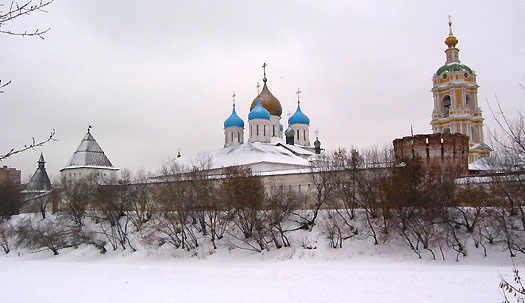
Novospasskijklostret där många av Kobylas manliga ättlingar är begravda.

Enligt ättartavlor hade Kobyla fem söner, som alla blev stamfäder till flera bojar- och adelsfamiljer:
- Semjon Sjeberets - Stamfar till Lodygin-släkten, Konovnitsyn-släkten (som senare blev grevar), Gorbunov-släkten och de utdöda släkterna Kokorev och Obraztsov.
- Alexander Jolka - Stamfar till Kolytjov-släkten, Chludenyev-släkten, Sterbeev-släkten och Neplyuev-släkten.
- Vasili Ivantej - Barnlös
- Gavrila Andrejevitj (Gavsha) - Han hade två söner: Boris och Andrej. Andrej Borisovitj hade fyra barn, bland annat Fjodor Boboryka och Vasili Mokryj. Vasili Mokryj förblev barnlös, medan en egen adelsgren, Boborykin-släkten, härstammade från Fjodor Boboryka. Fjodor Boboryka hade sex barn: Fjodor, Semjon, Rodion, Ivan, Andrej och Nikita. Fjodor Fjodorovitj hade fem söner, bland vilka fanns Andrej Bolshoj. Andrej Bolshoj hade fyra söner. En av hans söner var Boris Andrejevitj, Savva var Boris Andrejevitj femte son. Savvas son, Vasili, hade en son, Fjodor Vasiljevitj, vars son var Roman Fjodorovitj Boborykin som grundade staden Tambov 1636.
- Fjodor Kosjka - stamfar till Romanov-släkten, Sjeremetev-släkten (som senare blev grevar), Jakovlev-släkten (inklusive Herzen) och de utdöda Goltyajev- och Bezzubtsev-släkterna.